# 구로미야 와타루
구로미야 와타루(일본어: 黒宮 渉, 1998년 12월 21일~)는 일본의 축구 선수이다.

## 구단 경력
그는 2020년 일본 풋볼 리그의 이와키 FC에 입단했다. 2021년 일본 풋볼 리그 우승으로 J3리그로 승격했다. 2022년 J3리그 우승으로 J2리그로 승격했다. 2023년까지 29경기에 출전하여, 2득점을 넣었다. 2024년 일본 지역 리그의 후쿠야마 시티 FC로 이적했다.